# La Carballeda
La Carballeda (o simplemente Carballeda) es una comarca situada en el noroeste de la provincia de Zamora, comunidad autónoma de Castilla y León, España.
Eclesiásticamente pertenece en su totalidad al arciprestazgo de Sanabria-Carballeda y a la diócesis de Astorga.
Esta comarca, a pesar de su gran sentido de identidad, con características geográficas, económicas, sociales e históricas afines, no cuenta con el necesario reconocimiento legal para su desarrollo administrativo, lo que ha llevado a sus municipios a organizarse en mancomunidades como única fórmula legal que les permite la optimización de la gestión de algunos servicios públicos municipales.

## Etimología
Toma nombre, como su patrona la Virgen de Carballeda, de la abundancia de robles, llamados carballos o carbayos en leonés, la lengua tradicional de la comarca.

## Geografía
La comarca de La Carballeda está situada en el noroeste de la provincia de Zamora. Limita al norte con la provincia de León, al sur con la provincia portuguesa de Trás-os-Montes y las comarcas zamoranas de Aliste y Tierra de Tábara, al este con la de Benavente y Los Valles, y al oeste con la de Sanabria, con la que comparte cultura y tradiciones.
Su ubicación en el mapa está delimitada por los siguientes distritos portugueses y comarcas españolas:
| Noroeste: La Cabrera          | Norte: La Valdería | Noreste: La Valdería         |
| Oeste: Sanabria               |                    | Este: Benavente y Los Valles |
| Suroeste Distrito de Braganza | Sur: Aliste        | Sureste: Tierra de Tábara    |

La parte al sur del río Tera tiene el nombre de La Carballeda, mientras que la parte que está al norte de este río se conoce como Carballeda, a secas.

### Geología
La comarca se encuentra situada en una zona de transición entre la meseta y Sanabria, comarca eminentemente montañosa. La mayor parte de su territorio se ubica entre 850-1000 m s. n. m. Las zonas más bajas se encuentran en el este de la comarca y las zonas más altas se encuentran en las cumbres de la sierra de la Cabrera Baja por encima de los 1900 m s. n. m. en el municipio de Espadañedo. El municipio más alto es Espadañedo 1036 m s. n. m., el pueblo más alto Vega del Castillo 1065 m s. n. m., y su municipio más bajo es Rionegro del Puente a 796 m s. n. m.

### Clima
La comarca cuenta con un clima de clara transición debido a su situación entre el clima mediterráneo de la meseta y los climas clima atlántico y de montaña presentes en Sanabria, por lo tanto sus temperaturas desciende de este a oeste al igual que aumenta la pluviometría. La precipitación anual en Rionegro del Puente, la capital comarcal, es de 800metros de altitud.

### Flora
Entre su vegetación arborícola destacan el roble melojo (allí llamado en leonés carballo) del que adquiere su nombre la comarca, el pino, los chopos y en menor medida el álamo. En las zonas situadas más al este, con el ascenso de la temperatura, aparecen las encinas.
Entre su vegetación destacan el roble (carbayu en el habla local), la encina y el castaño. 

### Fauna
Su fauna también es rica pues aparte de ser uno de los últimos reductos del lobo ibérico, en los últimos años se han encontrado indicios de la presencia del oso pardo e incluso, lince ibérico. El río Negro y el río Tera albergan en sus aguas de cabecera especies piscícolas endémicas que tras la construcción de presas hidroeléctricas (Embalses de Cernadilla, Valparaíso, y Ntra. Sª del Agabanzal) y la introducción de especies foráneas más resistentes (cangrejo americano sobre el cangrejo europeo autóctono, más vulnerable), se han visto en peligro y necesitan de una mayor protección.
Los principales mamíferos a destacar son el escurridizo desmán, varios mustélidos (nutrias, martas, armiños, garduñas o tejones), sin olvidar los de mayor talla y representatividad, como el corzo, el jabalí, el gato montés o el emblemático lobo. De todos ellos es sin duda el lobo el que alcanza una mayor cota de popularidad entre los carballeses, al ser protagonista o parte principal de cientos de historias, leyendas y cuentos que, transmitidos generación tras generación, forman parte del legado cultural de esta comarca. En los últimos años se han detectado indicios de la presencia del lince ibérico y del oso pardo (incluso del urogallo) que había desaparecido de Carballeda en el primer tercio del siglo XX. También destaca la abundante presencia de murciélagos, principalmente los de bosque, el ratonero o el de herradura.

## Historia

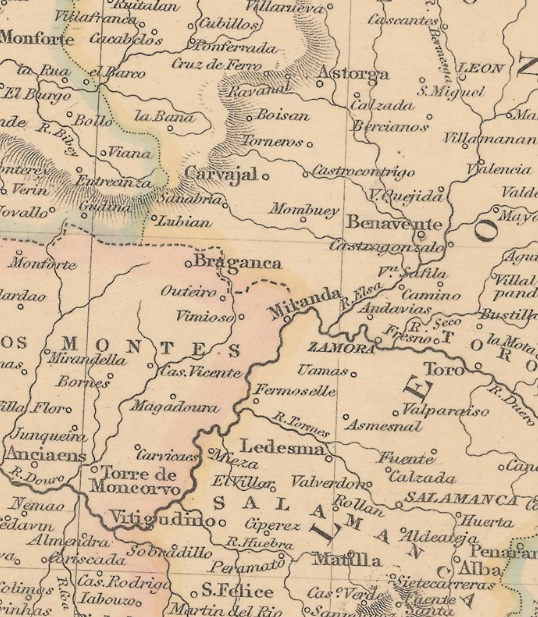
Detalle del mapa Spain and Portugal realizado por John Betts en 1838, en el que se puede apreciar Mombuey

### Prehistoria
La existencia de presencia humana en la comarca se registra ya en la prehistoria, atestiguándose por la existencia del dolmen del Carbonal en el término de Espadañedo, así como por la Covacha del Portillón y las pinturas del Abrigo de Melendro en Manzanal de Arriba, el poblamiento de la Peña del Castro de Villardeciervos o la existencia de un castro astur entre Peque y Otero de Centenos.

### Época romana
Ya en época romana, cabe indicar que por la comarca de la Carballeda atravesaba la vía romana que unía Astorga y Braga.

### Edad Media
Posteriormente, en la Edad Media, la comarca quedó integrada en el Reino de León, cuyos monarcas habrían acometido la repoblación de la mayoría de las localidades de la Carballeda, dentro del proceso repoblador llevado a cabo en el oeste zamorano, destacando la fundación de la villa de Rionegro del Puente, que pasó a depender de la Orden del Temple.

### Edad Moderna
Durante la Edad Moderna, destaca la existencia del partido de Mombuey dentro de la provincia de Zamora, que ejercerá de vertebrador de buena parte de La Carballeda, si bien la comarca en esta época tenía repartido su territorio entre tres provincias. Así, algunas localidades de la comarca quedaban encuadradas en la provincia de las Tierras del Conde de Benavente (y dentro de esta en las receptorías de Benavente y Sanabria), mientras que otras se integraban en los partidos de Mombuey y Tábara de la provincia de Zamora (tal y como reflejaba en 1773 Tomás López en Mapa de la Provincia de Zamora), y otras en la provincia de León.

### Edad Contemporánea
En todo caso, al reestructurarse las provincias y crearse las actuales en 1833, todas las localidades de la comarca pasaron a formar parte de la provincia de Zamora, integrada esta dentro de la Región Leonesa, pasando a formar parte en 1834 del partido judicial de Puebla de Sanabria.

## Pueblos

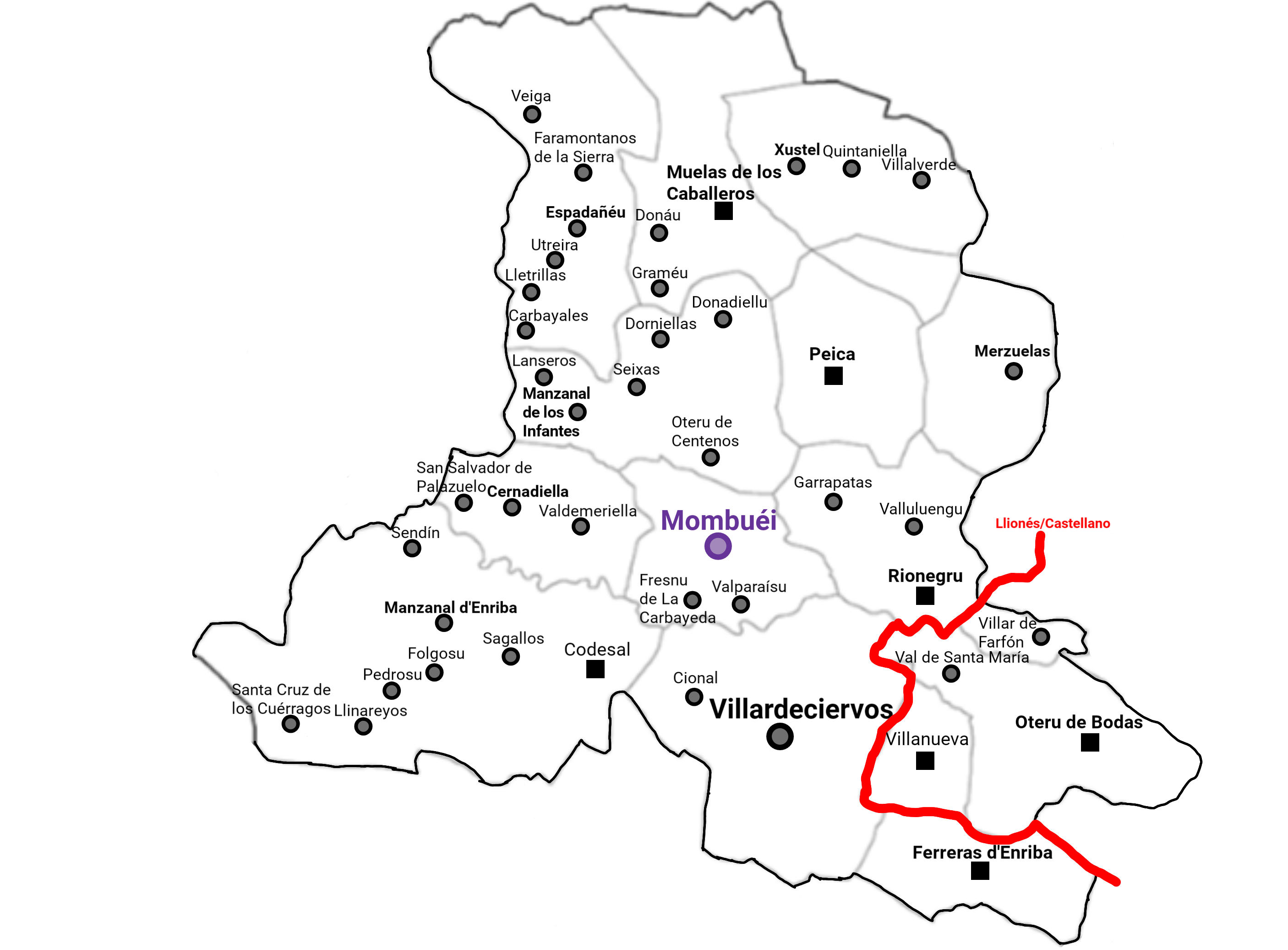
Toponimia tradicional

La Carballeda está dividida en 13 municipios, que a su vez incluyen varias pedanías o pueblos, de los cuales algunos pertenecen a la vecina comarca de Sanabria. En la siguiente tabla se relacionan los municipios, indicando la superficie del término municipal en kilómetros cuadrados, el número de habitantes y los pueblos que componen cada uno:
| Municipio                   | Superficie | Habitantes (2020) | Localidades |
| --------------------------- | ---------- | ----------------- | --- |
| Cernadilla                  | 36,12      | 113               | Anta de Tera, Cernadilla, San Salvador de Palazuelo y Valdemerilla.                                                                         |
| Espadañedo                  | 77,35      | 109               | Carbajales de la Encomienda, Espadañedo, Faramontanos de la Sierra, Letrillas, Utrera de la Encomienda y Vega del Castillo.                 |
| Ferreras de Arriba          | 47,99      | 350               | Ferreras de Arriba y Villanueva de Valrojo.                                                                                                 |
| Justel                      | 50,90      | 70                | Justel, Quintanilla y Villalverde. |
| Manzanal de Arriba          | 130,16     | 346               | Codesal, Folgoso de la Carballeda, Linarejos, Manzanal de Arriba, Pedroso de la Carballeda, Sagallos, Sandín y Santa Cruz de los Cuérragos. |
| Manzanal de los Infantes    | 64,54      | 125               | Donadillo, Dornillas, Lanseros, Manzanal de los Infantes, Otero de Centenos, Sejas de Sanabria.                                             |
| Molezuelas de la Carballeda | 34,56      | 46                | Molezuelas de la Carballeda |
| Mombuey                     | 39,11      | 407               | Fresno de la Carballeda, Mombuey y Valparaíso.                                                                                              |
| Muelas de los Caballeros    | 71,58      | 171               | Donado, Gramedo y Muelas de los Caballeros                                                                                                  |
| Otero de Bodas              | 49,94      | 151               | Otero de Bodas y Val de Santa María. |
| Peque                       | 38,88      | 126               | Peque. |
| Rionegro del Puente         | 53,44      | 250               | Rionegro del Puente, Santa Eulalia del Río Negro, Valleluengo y Villar de Farfón.                                                           |
| Villardeciervos             | 85,55      | 403               | Cional, Manzanal de Abajo y Villardeciervos.                                                                                                |

Las localidades de Anta de Tera (Cernadilla) y Manzanal de Abajo (Villardeciervos) quedaron sumergidas bajo las aguas de los embalses de Cernadilla y Valparaíso, respectivamente.
Tradicionalmente también han pertenecido a La Carballeda el municipio de Ferreras de Arriba (con su anejo Villanueva de Valrojo); así como a la localidad de Boya, que administrativamente se ubica dentro del Ayuntamiento alistano de Mahíde. Lo mismo sucede con Otero de Bodas o el Cubo de la Carballeda (Cubo de Benavente desde el siglo XIX), que administrativamente son incluidas en la actualidad en la comarca de Los Valles de Benavente. O con Lagarejos de la Carballeda perteneciente al municipio de Asturianos, produciéndose en esta última localidad un hecho curioso, y es que la mitad occidental del pueblo pertenece a Sanabria y la oriental a la Carballeda, conservándose aún "la marra", una roca de cuarzo de grandes dimensiones que detalla los límites.
La evolución demográfica muestra una tendencia decrececiente, como en las comarcas vecinas, pasando de los 3506 habitantes del 2008 a los 2667 de 2021.

## Cultura
Gran importancia presenta la música, con su gaita carballesa (o sanabresa) y su tamboril tradicionales. Parte de ese folclore tradicional es la Ronda de Carballeda, himno oficioso de la comarca interpretado con esos instrumentos típicos.